# Marek Grzybiak
Marek Marian Grzybiak (ur. 13 września 1947, zm. 30 marca 2025) – polski lekarz neurolog, profesor Akademii Medycznej w Gdańsku, wykładowca Akademii Sztuk Pięknych w Gdańsku.

## Życiorys
Ukończył studia lekarskie w AM w Gdańsku w 1971 r. Po  dyplomie  rozpoczął pracę w Zakładzie Anatomii Prawidłowej. W oparciu o pracę "Morfologia zastawki dwudzielnej u człowieka dorosłego" na  własnych badaniach, otrzymał stopień naukowy doktora habilitowanego.
W 1989 r. został kierownikiem Zakładu Anatomii Topograficznej, który w 1993 r. w związku z profilem prowadzonych badań naukowych i działalnością dydaktyczną przekształcił w jedyny w Polsce Zakład Anatomii Klinicznej.
Prodziekan i prorektor ds. dydaktyki Akademii Medycznej w Gdańsku.
Wykładowca anatomii plastycznej dla studentów malarstwa i rzeźby w Akademii Sztuk Pięknych w Gdańsku.